# 中立労働組合連絡会議
中立労働組合連絡会議（ちゅうりつろうどうくみあいれんらくかいぎ）は、かつて存在した日本の労働組合のナショナルセンター。略称は中立労連。左派労組の総評・新産別、右派労組の同盟どちらにも属さない中道労組として存在、1979年3月には新産別と全国労働組合総連合（総連合）を組織し、総評と同盟の間にたって、全日本民間労働組合協議会（全民労協）の結成を推進した。1987年11月、全民労協が全日本民間労働組合連合会に改組されることにより、労働戦線統一が進んだとして中立労連は解散した。さらに全日本民間労働組合連合会は1987年に総評と合流し、1989年に労働4団体（総評・同盟・新産別・中立労連）の統合 した日本労働組合総連合会（連合）となった。総評内の共産主義排除に反発した者らは全労連として分離した。

## 沿革

### 発足
1956年（昭和31年）、第27回メーデーにおいて日本労働組合総評議会（総評）と全日本労働組合会議（全労会議）のどちらのナショナルセンターにも与しない中立労組がメーデー常任実行委員会に影響力を行使するため、3月22日に全国中立労働組合懇談会を結成した。そして9月8日の第5回懇談会で改組し、13組合、75万人の組合員で中立労働組合連絡会議として発足した。

### ナショナルセンターへ
1970年（昭和45年）10月、中立労連拡大全体会議で運動方針に準ずる「活動目標」が設定。1974年（昭和49年）には定期大会制度が採用され、中立労組の協議会からナショナルセンターとしての役割へ移行した。

### 解散
1979年（昭和54年）3月、全国産業別労働組合連合（新産別）と全国労働組合総連合（総連合、現在の全労連とはちがう）を組織し、その後1982年（昭和57年）12月に結成した全日本民間労働組合協議会（全民労協）を支え、労使協調路線からの労働戦線の統一に努力した。
1987年（昭和62年）9月29日、赤坂東急ホテル（東京）で第14回定期大会を開催し、「労働戦線の統一」が果たされたとして解散を決定した。大会決定通り、全民労協が全日本民間労働組合連合会に改組される前日の11月19日に解散した。このさい、中立労連の残存任務を処理し、当分の間、旧加盟組合の暫定的な連絡機関とするため、10月28日に「中立労組連絡会」（中連）を設置することになった。

## 加盟労働組合
解散を決定した第14回定期大会（1987年9月29日）直前の加盟単産を以下に示す。
- 全日本電機機器労働組合連合会（電機労連） - 現在の電機連合
- 全国生命保険労働組合連合会（生保労連） - 1969年10月17日に全国生命保険労働組合連合会（全生保）と全国生命保険外務労働組合連合会（全外連）が統合して、結成した。
- 全国建設労働組合総連合（全建総連） - 連合には加盟せず、全労連系とされているが直接加盟はしていない。
- 全日本食品労働組合連合会（食品労連） - 現在のフード連合
- 全日本電線関連産業労働組合連合会（全電線）
- 全国窯業労働組合連合会（全窯連） - 現在のセラミックス連合
- 全国石油産業労働組合連合会（全石油） - 1986年10月24日に同盟系の石油同盟、純中立の丸善石油、全昭和石油など中立労連外の石油産業の労組と全国石油産業労働組合連合会（石油労連）を結成した。産別組織を一本化するため、1987年7月23日・24日の定期大会で解散を決定し、同年10月23日の臨時大会で解散を確認した[6]。  連合成立後の2002年JEC連合に統合。
- 全国セメント労働組合連合会（全国セメント） - 連合成立後の2002年JEC連合に統合。
- 全国ガス労働組合連合会（全国ガス）
- 映画演劇労働組合総連合（映演総連） - 現在の映演労連。全労連系に転じる。

### 脱退した加盟労働組合
- 日本国有鉄道機関車労働組合（機労、のちに動労、現在のJR総連）（1960年に総評に転じる）
- 全国鉄施設労働組合（全施労）[7]（のちに、日鉄労、鉄道労連を経て、JR総連の系譜に繋がる。）
- 全国炭鉱職員労働組合協議会（炭職協）[7]
- 鉄道弘済会労働組合（鉄弘労） - 1972年に総評に加盟した[7]。
- 車輛産業労働組合連合会(車輛労連） - 主要単組の脱退が相次いだため、1972年8月29日の臨時大会で解散し、脱退した[8][7]。
- 全日本造船機械労働組合（全造船機械） - 1974年3月、中立労連を脱退し、総評に加盟した[9]。
- 全日本ホテル労働組合連合会（ホテル労連） - 1974年10月、中立労連を脱退し、11月1日、総評に加盟した[10]。現在のサービス連合。
- 日本交通公社労働組合（交通公社労組） - 1976年8月24日～26日の定期大会で観光・航空貨物産業労働組合連合会（観光労連）[11]に結集することを理由に、同年9月1日で中立労連を脱退した[12]。